# Retrato de Madame Jacques-Louis Leblanc
El Retrato de Madame Jacques-Louis Leblanc es un óleo del artista neoclásico francés Jean-Auguste-Dominique Ingres, pintado en 1823 y exhibido en el Museo Metropolitano de Arte, Nueva York, Estados Unidos.

## Descripción
El cuadro retrata a la esposa de Jacques-Louis Leblanc, Françoise Poncelle, en 1823. Fue pintado por Jean-Auguste-Dominique Ingres después de que la pareja lo conoció en Florencia. Representa a Leblanc en una postura orgullosa, con un vestido negro y un collar dorado, lo que indica la riqueza de su familia y su propia seguridad en sí misma. Gran parte de lo que se considera atractivo de la pintura es la forma en que se representa la sonrisa de Poncelle. Ingres usó un esquema de color más oscuro para dibujar un fuerte contraste con el tema de la pintura. Para equilibrar el color con el fondo oscuro, incluyó una flor en un jarrón en la mesa junto a Poncelle.
La familia Leblanc fue propietaria de la pintura hasta que la compraron amigos cercanos Edgar Degas y Albert Bartholomé, momento en el que comenzó a circular en exposiciones en las principales ciudades como París, Londres, Moscú, Nueva York y Washington D. C.. También se exhibió bajo propiedad original en 1834 en el Salón de París sin su pendant del mismo artista, Retrato de Jacques-Louis Leblanc.
La firma de Ingres es visible en la parte inferior izquierda de la pintura. Una pintura al óleo sobre lienzo, está asociada con el estilo neoclasicista y tiene un tamaño de 119,4 por 92,7 cm. En 1918, el Museo Metropolitano de Arte compró la pintura a la venta de la propiedad de Degas, y la exhibió públicamente.